# Spinalonga
L'illa de Spinalonga (grec Σπιναλόγκα, oficialment Kalidon Καλυδών) és vora de la població d'Elounda, a l'illa de Creta. Té un castell del temps del domini venecià.
El nom venecià és una deformació de stin Elounda (en grec a Elunda), i vindria a voler dir punta llarga.
El castell va ser un dels últims reductes venecians durant la conquesta turca de Creta, com les altres fortaleses de Grambusa i Suda.
L'illa es va fer servir com a leproseria entre 1903 i 1957.
Actualment està deshabitada, però és visitada pels banyistes que porten petits vaixells des de les veïnes Elounda i Àgios Nikólaos.